# Henri Queuille

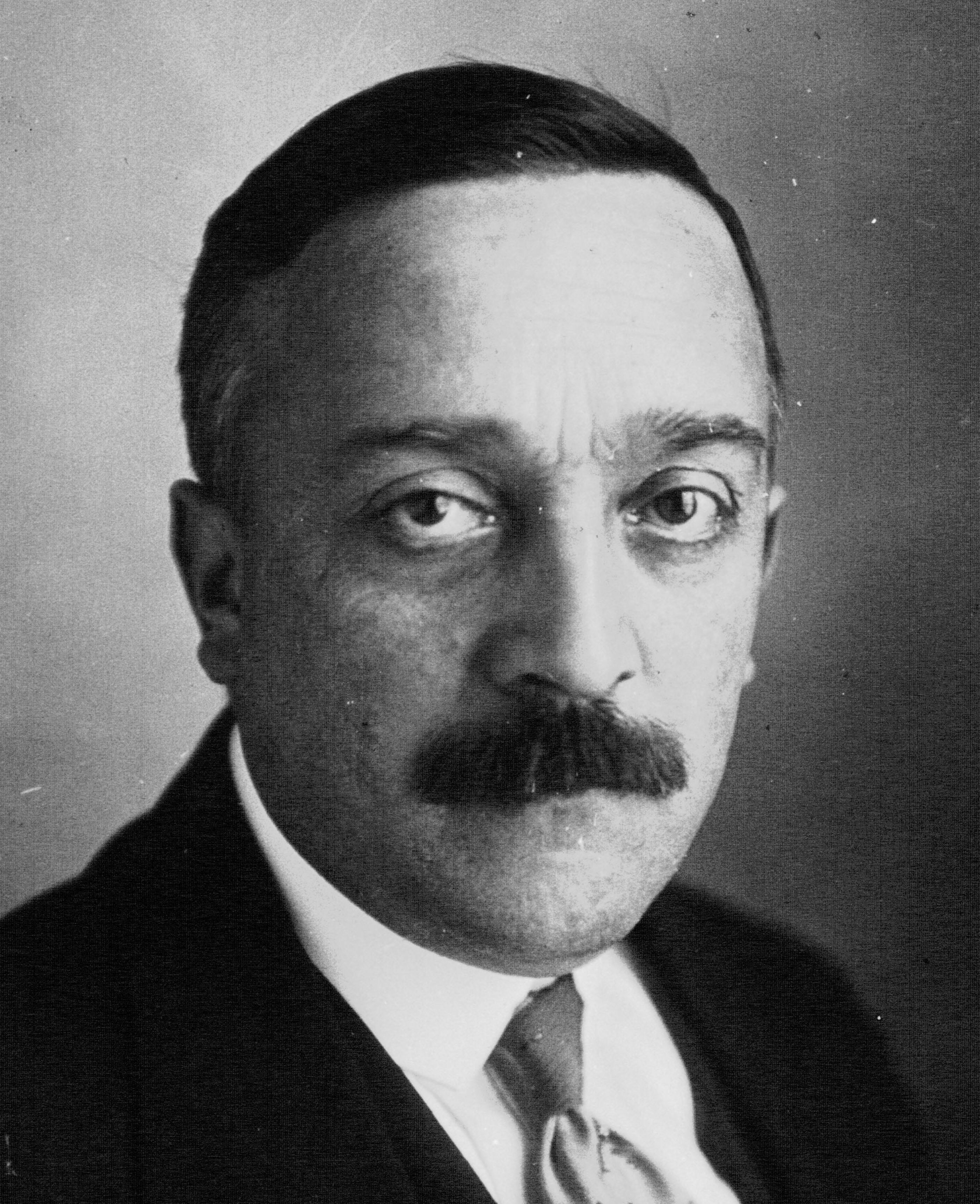
Henri Queuille (1929)

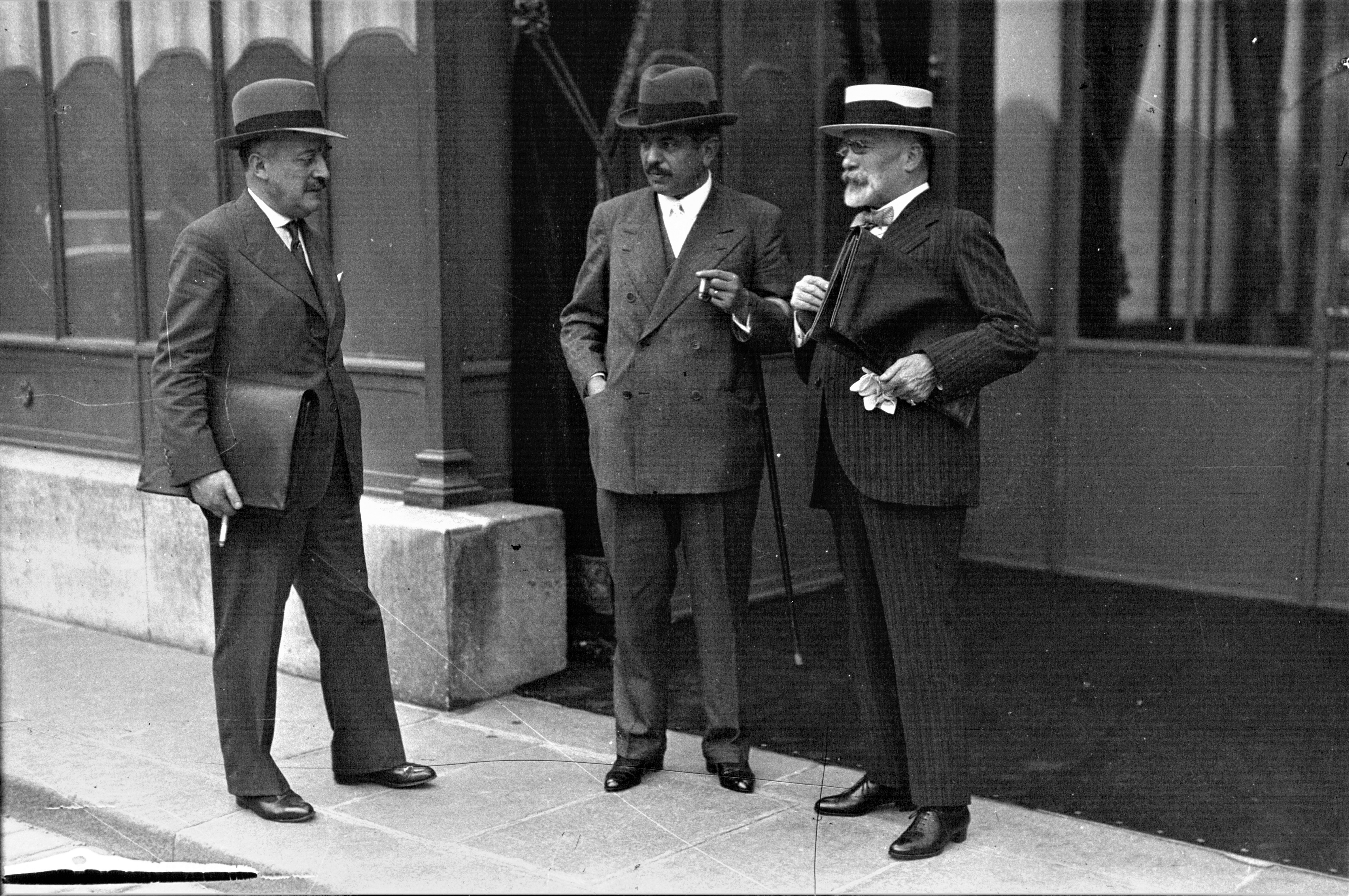
Queille (l.) mit Pierre Laval (M.) und Louis Barthou (1934)

Henri Queuille (* 31. März 1884 in Neuvic d’Ussel (Département Corrèze); † 15. Juni 1970 in Paris) war ein französischer Politiker der Radikalen Partei.

## Biographie
Nach seinem Medizinstudium in Paris ließ sich Henri Queuille 1908 als Allgemeinmediziner in Neuvic nieder. 1912 wurde er zum Bürgermeister von Neuvic gewählt, 1913 zum Mitglied des Generalrates des Départements Corrèze für den Kanton Neuvic und 1914 zum Abgeordneten in der Abgeordnetenkammer. Beim Ausbruch des Ersten Weltkrieges wurde er Stabsarzt im Krankenhaus von Baccarat. Er war an den Schlachten von Verdun und an der Somme beteiligt und erhielt im September 1916 das Croix de guerre.
Bis 1935 vertrat er das Département Corrèze in der Abgeordnetenkammer, danach bis 1940 im Senat. Zwischen 1924 und 1940 war er mehrmals Staatssekretär oder Minister in den Ministerien für Landwirtschaft, Gesundheit, Post und Fernmeldewesen und Öffentliche Arbeiten. In letzterem Amt führte er die (allerdings bereits zuvor beschlossene) Verstaatlichung der Eisenbahnen und die Schaffung der nationalen Eisenbahngesellschaft SNCF durch.
Als Senator nahm er am 10. Juli 1940 an der Sitzung der Nationalversammlung in Vichy teil, wo er der Übertragung außerordentlicher Vollmachten auf Marschall Philippe Pétain seine Zustimmung verweigerte (Stimmenthaltung). Er zog sich daraufhin nach Neuvic zurück, wo er eine Firma zur Herstellung von Gas aus Holzkohle gründet.
Am 16. Juli 1941 wurde von seinem Bürgermeisteramt von Neuvic abgesetzt. Nach einem ersten erfolglosen Versuch gelang ihm im April 1943 an Bord eines Flugzeugs der Royal Air Force die Ausreise nach London, wo er sich der Exilregierung von Charles de Gaulle anschloss. Wenige Tage nach seiner Ankunft rief er in der BBC die französischen Bauern zum Widerstand auf.
Im Juni 1944 wurde er Staatsminister in der ersten Provisorischen Regierung und Stellvertreter de Gaulles. Da er die Wiederherstellung der republikanischen Institutionen anstrebte, widmete sich Henri Queuille in den Monaten nach der Befreiung Frankreichs dem Wiederaufbau der Radikalen Partei, die unter Krieg und Besatzung sehr gelitten hatte. Von 1946 bis 1956 war er erneut Abgeordneter in der Nationalversammlung. Parallel dazu bekleidete er folgende Regierungsämter:
- Ministerpräsident (1948–1949, 1950, 1951)
- Stellvertretender Ministerpräsident (1949–1950, 1952–1954)
- Staatsminister (1948 und 1951–1952)
- Minister für öffentliche Arbeiten (1948)
- Finanzminister (1948–1949), zugleich Ministerpräsident
- Innenminister (1950–1951)

In seiner Regierungszeit unterzeichnete Frankreich den NATO-Vertrag.
Aus gesundheitlichen Gründen beendete Henri Queuille seine Regierungslaufbahn Mitte der 1950er Jahre und verzichtete auch auf eine Kandidatur für das Amt des Staatspräsidenten als Nachfolger von Vincent Auriol.
1956 überwarf sich Henri Queuille mit Pierre Mendès France und gründete mit dem rechten Flügel der Radikalen Partei das Centre républicain.

## Bedeutung
Obwohl er als Politiker durchaus populär war, gilt Henri Queuille als Symbolfigur für den Ansehensverlust und das Scheitern der IV. Republik. Bleibende Ergebnisse seiner Politik sind die SNCF und sein Beitrag zur Mechanisierung der Landwirtschaft.
Er war der politische Pate zweier herausragender Politiker, die sich in der V. Republik immer wieder als Gegner gegenüberstanden: 1946 empfahl er François Mitterrand als Kandidat für die Nationalversammlung im Département Nièvre, 1965 schlug er Jacques Chirac vor, das Parlamentsmandat in seinem früheren Wahlkreis Corrèze anzustreben.